# 壱岐市立渡良中学校
壱岐市立渡良中学校（いきしりつわたらちゅうがっこう, Iki City Watara Junior High School）は、2011年（平成23年）3月末まで長崎県壱岐市郷ノ浦町渡良東触にあった公立中学校。略称は「渡中」（わたちゅう）。

## 概要
歴史
1947年（昭和22年）の学制改革で、「渡良村立渡良中学校」として開校した。創立64年を迎える目前の2011年（平成23年）3月に壱岐市の公立中学校規模適正化（統廃合）により閉校した。
校訓
「自主・礼節・根気」
校章
逆三角形と綿の葉を組み合わせ、中央に「中學」の文字を置いている。逆三角形は、校区であった渡良三島（大島、原島、長島）を表し、綿の葉は、「渡良」（わたら）という地区名の由来になった「綿」を表している。昔、綿がよくとれる地域であったことから、綿良→渡良となったと言われている。
校歌
作詞・作曲ともに山口藻人による。歌詞は3番まであり、歌詞の中に「渡良」という校名は登場しないが、「母校」という言葉が出てくる。壱岐市役所のホームページで校歌の曲（歌詞あり、歌詞なし）をダウンロードできる。
校区
- 壱岐市立渡良小学校
- 壱岐市立三島小学校（大島本校）
  - 原島分校
  - 長島分校

通学方法
渡良小学校出身の生徒は徒歩で、三島小学校出身の生徒は市営渡船（フェリー三島）を利用していた。
制服
男子は学生服（学ラン）、女子はセーラー服。ジャージの色は藍色。

## 沿革
- 1947年（昭和22年）4月23日 - 学制改革（六・三制の実施）により、旧・渡良国民学校の高等科が改編され、「渡良村立渡良中学校」が開校。
  - 初代校長には米田尚徳が就任。職員数は校長以下10名。生徒・学級数は220名・6学級。校舎は当分の間渡良村立渡良小学校に併設の形をとる。
- 1955年（昭和30年）2月11日 - 町村合併により、「郷ノ浦町立渡良中学校」と改称。
- 1961年（昭和36年）9月15日 - 校歌を制定。
- 1962年（昭和37年）- 生徒数が最大381名となる。
- 1963年（昭和38年）
  - 3月 - 校旗を作成。
  - 4月 - 校舎（鉄筋ブロック2階建ての校舎と木造校舎）が完成。運動場を拡張。
  - 10月 - 鉄筋ブロック校舎を増築。木造校舎を新築。
- 1965年（昭和40年）3月 - 1964年東京オリンピック記念池が完成。（渡良地区住民より寄贈。）
- 1968年（昭和43年）8月27日 - 運動場を整備。
- 1975年（昭和50年）3月20日 - 体育館が完成。
- 1979年（昭和54年）10月9日 - 校門、運動場周囲ブロック塀・フェンスが完成。
- 1981年（昭和56年）10月30日 - テニスコートが完成。
- 1982年（昭和57年）3月10日 - 木造校舎を鉄筋校舎に改築。（1階 - 保健室、相談室、調理室／ 2階 - 図書室・美術室）
- 1983年（昭和58年）
  - 3月12日 - 相撲場が完成。
  - 8月29日 - 野球バックネットを改修。
- 1985年（昭和60年）
  - 7月10日 - 相撲部シャワー室を新設。
  - 10月23日 - 体育館袖幕を設置。
- 1986年（昭和61年）9月7日 - 運動場を整備。
- 1987年（昭和62年）8月31日 - 野球部用具倉庫を新築。
- 1989年（昭和63年）9月30日 - 体育館に暗幕を設置。
- 1990年（平成2年）
  - 1月29日 - 体育館倉庫を新築。
  - 2月25日 - 運動場フェンスを改修。
- 1991年（平成3年）12月10日 - 運動場西側に防球フェンスを設置。
- 1992年（平成4年）
  - 1月29日 - コンピューターを設置。
  - 9月19日 - 校旗を新調。
- 1995年（平成7年）10月25日 - 体育館を大規模改修。
- 1997年（平成9年）3月17日 - 運動場東側に防球フェンスを設置。
- 1998年（平成10年）10月31日 - 校舎を大規模改造。
- 2000年（平成12年）10月23日 - 校舎裏に防球ネットを設置。相撲場に安全マットを設置。
- 2002年（平成14年）3月26日 - 道路側に防球フェンスを設置。
- 2004年（平成16年）3月1日 - 壱岐島4町の合併により、「壱岐市立渡良中学校」（最終名）に改称。
- 2008年（平成20年）9月 - 壱岐市教育委員会が中学校規模適正化（統廃合）計画を発表。
- 2009年（平成21年）- スクールカウンセラーを配置。
- 2011年（平成23年）
  - 2月12日 - 閉校記念碑「渡中魂永遠」を設置。
  - 3月24日 - 閉校式を挙行。
  - 3月31日 - 閉校（生徒数62名（中3を含む））。64年の歴史に幕を下ろす。在校生は新設の壱岐市立郷ノ浦中学校に通学することとなる。
- 2015年（平成27年）4月 - 旧・中学校校舎が改築され、壱岐市立渡良小学校の校舎となる。

## 周辺
- 壱岐市立渡良小学校
- 渡良郵便局

## 参考資料
- 「郷ノ浦町史」（1998年（平成10年）6月発行、編集・郷ノ浦町史編纂委員会、出版・郷ノ浦町教育委員会）
- 広報いき 壱岐市役所 2011年（平成23年）1月号